# Kyoto Animation
Kyoto Animation (japonsky 株式会社京都アニメーション, Kabušiki gaiša Kjóto Animéšon) známé též pod zkratkou KyoAni (japonsky 京アニ, KjóAni) je japonské animační studio a vydavatelství light novel. Nachází se ve městě Udži v prefektuře Kjóto. Studio založili v roce 1981 bývalí zaměstnanci studia Muši Production a jeho prezidentem je Hideaki Hatta. Zaměřuje se zejména na tvorbu komedií a romantických komedií. Mezi nejpopulárnější filmy a seriály Kyoto Animation patří například Suzumija Haruhi no júucu, Lucky Star, Clannad, K-On!, Čúnibjó demo koi ga šitai!, Free! nebo Violet Evergarden.

## Historie

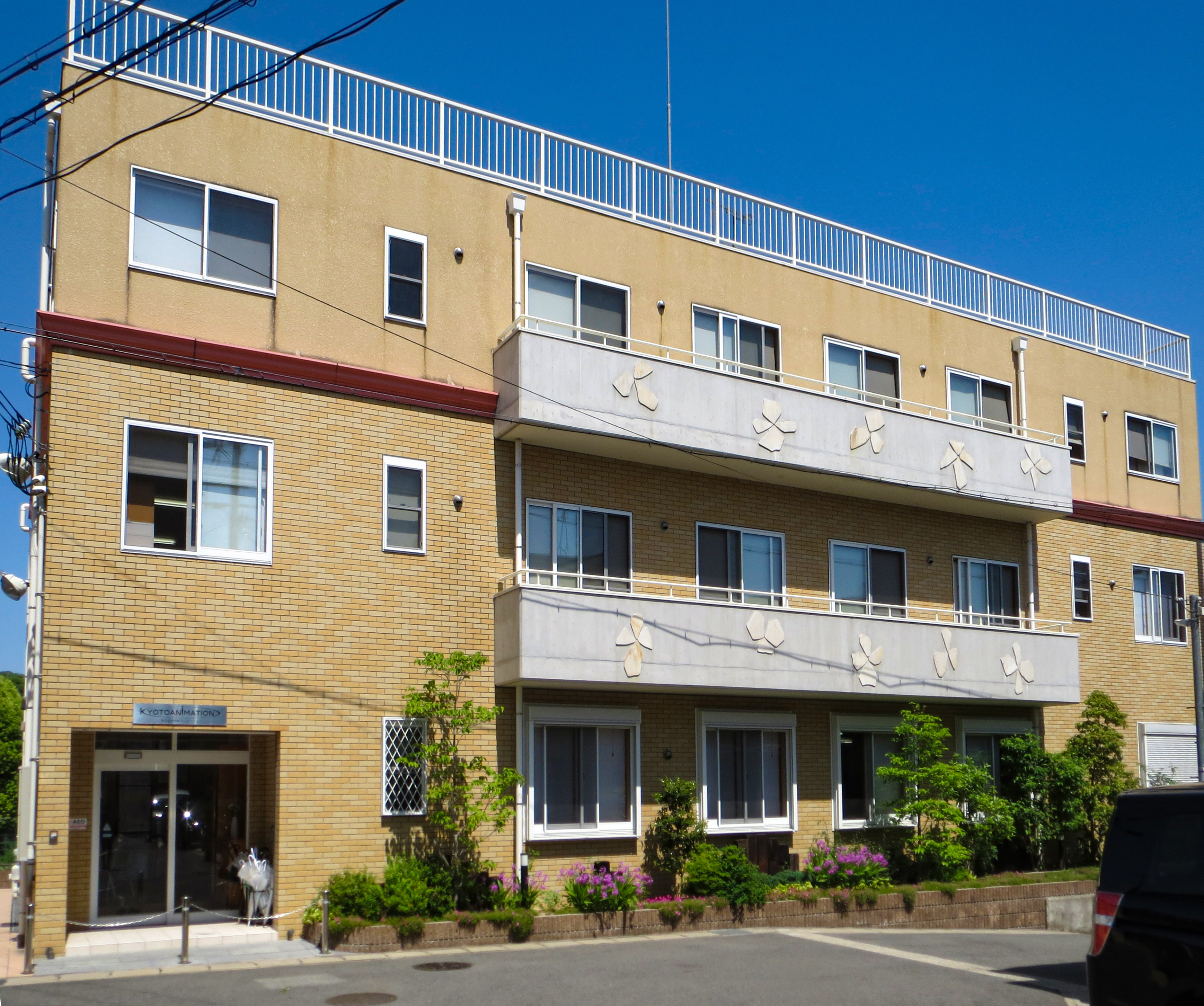
Pohled na první studio Kyoto Animation ve Fušimi-ku v Kjótu před útokem v květnu 2015

Jóko Hatta, jedna ze zakladatelů studia, byla zaměstnána ve společnosti Muši Production. Poté, co si vzala Hideakiho Hatta, se přestěhovala do Kjóta a odešla ze společnosti. Pár společně založil v roce 1981 studio Kyoto Animation. Hideaki se stal jeho prezidentem a Jóko viceprezidentkou. V roce 1985 se z firmy stala kapitálová obchodní společnost a roku 1999 akciová společností. Logo je založeno na kandži kjó (京), první slabice názvu města Kjóto. Ve svých počátcích se studio účastnilo produkce Kiddy Grade, Inuyasha, Tenči mujó.
Od roku 2009 pořádá Kyoto Animation každoroční ocenění Kyoto Animation Award, jehož cílem je najít nové příběhy (díla), které studio publikuje pod svoji značkou KA Esuma Bunko. Vítězná díla mají šanci na budoucí zadaptování do podoby animovaného televizního seriálu nebo filmu. Anime seriály Čúnibjó demo koi ga šitai!, Free!, Kjókai no kanata a Musaigen no Phantom World byly založeny na light novelách, které byly v soutěži čestně uznány. V roce 2014 se light novela Violet Evergarden stala prvním dílem, jež získalo hlavní cenu ve všech třech kategoriích.
Kyoto Animation je uznáváno pro své vysoké produkční hodnoty a pro svoji „citlivost pro podivy a obtíže běžného života“. Na rozdíl od většiny animačních studií dostávají zaměstnanci společnosti stálý plat a nejsou tak pracovníky na volné noze. Zároveň jsou interně proškolováni. Tyto praktiky jsou brány jako podpora zaměstnanců, aby se zaměřovali spíše na kvalitu než na produkční kvóty. Studio bylo také chváleno, že dobře zachází se svými zaměstnanci. Organiazce Women in Animation ji v roce 2020 udělila cenu Diversity, a to za vynaložené úsilí při vytváření genderově vyváženého pracovního prostředí a za povzbuzení žen pro vstup do animačního průmyslu.
V dubnu 2020 společnost oznámila, že nebude kvůli probíhající pandemii covidu-19 po zbytek měsíce pracovat na svých projektech. Později bylo doplněno, že provoz studia bude obnoven nejdříve na začátku června.

### Animation Do
Animation Do (japonsky 株式会社アニメーションドゥウ, Kabušiki gaiša Animéšon Dú) bylo dceřinou společností Kyoto Animation, které bylo založeno v roce 2010 a pomáhalo mu s produkcí. Původně bylo studio založeno jako pobočka společnosti v Ósace. V roce 2000 se zaregistrovalo jako kapitálová obchodní společnost a roku 2010 jako akciová společnost. Dne 16. září 2020 bylo v publikaci Kanpó úřadu Kokuricu insacukjoku uvedeno, že Kyoto Animation pohltilo Animation Do a s tím všechna práva a přidružený majetek.

### Žhářský útok v roce 2019
Dne 18. července 2019 došlo v ranních hodinách v budově Studia 1 k žhářskému útoku. Jeho následkem zemřelo 36 lidí, byli mezi například režiséři Jasuhiro Takemoto a Jošidži Kigami, a dalších 34 (včetně pachatele) bylo zraněno. Požár zničil také většinu materiálů a vybavení. Způsobil jej 41letý Šindži Aoba, který se později k činu přiznal. Aoba byl 25. ledna 2024 odsouzen k trestu smrti.

## Tvorba

### Televizní seriály
| Rok  | Název                                         | Režie                                                      | Od                 | Do                 | Díly          | Poznámky                                                                                                  | Zdroje |
| ---- | --------------------------------------------- | ---------------------------------------------------------- | ------------------ | ------------------ | ------------- | --- | ------ |
| 2003 | Full Metal Panic? Fumoffu                     | Jasuhiro Takemoto                                          | 26. srpna 2003     | 18. listopadu 2003 | 11            | Spin-offová adaptace série light novel, jejímž autorem je Šódži Gató.                                     | [ 25 ] |
| 2005 | Air                                           | Tacuja Išihara                                             | 7. ledna 2005      | 1. dubna 2005      | 13            | Adaptace vizuálního románu od společnosti Key.                                                            | [ 28 ] |
| 2005 | Full Metal Panic! The Second Raid             | Jasuhiro Takemoto                                          | 14. července 2005  | 20. října 2005     | 13            | Pokračování anime seriálu z roku 2002 od studia Gonzo.                                                    | [ 30 ] |
| 2006 | Suzumija Haruhi no júucu                      | Tacuja Išihara                                             | 3. dubna 2006      | 3. července 2006   | 14            | Adaptace série light novel, jejímž autorem je Nagaru Tanigawa.                                            | [ 31 ] |
| 2006 | Kanon                                         | Tacuja Išihara                                             | 6. října 2006      | 16. března 2007    | 24            | Adaptace vizuálního románu od společnosti Key.                                                            | [ 32 ] |
| 2007 | Lucky Star                                    | Jutaka Jamamoto (1.–4. díl) Jasuhiro Takemoto (5.–24. díl) | 8. dubna 2007      | 17. září 2007      | 24            | Adaptace série mangy, jejíž mangakou je Kagami Jošimizu.                                                  | [ 33 ] |
| 2007 | Clannad                                       | Tacuja Išihara                                             | 5. října 2007      | 21. března 2008    | 22            | Adaptace vizuálního románu od společnosti Key.                                                            | [ 36 ] |
| 2008 | Clannad After Story                           | Tacuja Išihara                                             | 3. října 2008      | 13. března 2009    | 22            | Pokračování anime seriálu Clannad.                                                                        | [ 38 ] |
| 2009 | Sora o miageru šódžo no hitomi ni ucuru sekai | Jošidži Kigami                                             | 14. ledna 2009     | 11. března 2009    | 9             | Pokračování OVA dílu Munto: Toki no kabe wo koete.                                                        | [ 39 ] |
| 2009 | Suzumija Haruhi no júucu                      | Tacuja Išihara                                             | 3. dubna 2009      | 9. října 2009      | 28            | Repríza původního seriálu Suzumija Haruhi no júucu se 14 novými díly.                                     | [ 41 ] |
| 2009 | K-On!                                         | Naoko Jamada                                               | 3. dubna 2009      | 19. června 2009    | 12            | Adaptace série mangy, jejíž mangakou je Kakifly.                                                          | [ 43 ] |
| 2010 | K-On!!                                        | Naoko Jamada                                               | 7. dubna 2010      | 15. září 2010      | 24            | Pokračování anime seriálu K-On!.                                                                          | [ 45 ] |
| 2011 | Ničidžó                                       | Tacuja Išihara                                             | 3. dubna 2011      | 25. září 2011      | 26            | Adaptace série mangy, jejíž mangakou je Keiiči Arawi.                                                     | [ 46 ] |
| 2012 | Hjóka                                         | Jasuhiro Takemoto                                          | 23. dubna 2012     | 17. září 2012      | 22            | Adaptace série románů, jejímž autorem je Honobu Jonezawa.                                                 | [ 47 ] |
| 2012 | Čúnibjó demo koi ga šitai!                    | Tacuja Išihara                                             | 4. října 2012      | 20. prosince 2012  | 12            | Adaptace série light novel, jejímž autorem je Torako.                                                     | [ 49 ] |
| 2013 | Tamako Market                                 | Naoko Jamada                                               | 10. ledna 2013     | 28. března 2013    | 12            | Původní seriál od tvůrců K-On!.                                                                           | [ 50 ] |
| 2013 | Free!                                         | Hiroko Ucumi                                               | 4. července 2013   | 26. září 2013      | 12            | Pokračování light novely High Speed!, jejímž autorem je Kódži Ódži. V koprodukci se studiem Animation Do. | [ 51 ] |
| 2013 | Kjókai no kanata                              | Taiči Išidate                                              | 3. října 2013      | 19. prosince 2013  | 12            | Adaptace série light novel, jejímž autorem je Nagomu Torii.                                               | [ 53 ] |
| 2014 | Čúnibjó demo koi ga šitai! Ren                | Tacuja Išihara                                             | 9. ledna 2014      | 27. března 2014    | 12            | Pokračování anime seriálu Čúnibjó demo koi ga šitai!.                                                     | [ 56 ] |
| 2014 | Free! Eternal Summer                          | Hiroko Ucumi                                               | 3. července 2014   | 25. září 2014      | 13            | Pokračování anime seriálu Free!. V koprodukci se studiem Animation Do.                                    | [ 58 ] |
| 2014 | Amagi Brilliant Park                          | Jasuhiro Takemoto                                          | 7. října 2014      | 26. prosince 2014  | 13            | Adaptace série light novel, jejímž autorem je Šódži Gató.                                                 | [ 61 ] |
| 2015 | Hibike! Euphonium                             | Tacuja Išihara                                             | 8. dubna 2015      | 1. července 2015   | 13            | Adaptace série románů, jejíž autorkou je Ajano Takeda.                                                    | [ 63 ] |
| 2016 | Musaigen no Phantom World                     | Tacuja Išihara                                             | 7. ledna 2016      | 31. března 2016    | 13            | Adaptace série light novel, jejímž autorem je Sóičiró Hatano.                                             | [ 66 ] |
| 2016 | Hibike! Euphonium 2                           | Tacuja Išihara                                             | 6. října 2016      | 29. prosince 2016  | 13            | Pokračování anime seriálu Hibike! Euphonium.                                                              | [ 67 ] |
| 2017 | Kobajaši-san či no Maid Dragon                | Jasuhiro Takemoto                                          | 12. ledna 2017     | 6. dubna 2017      | 13            | Adaptace série mangy, jejíž mangakou je Coolkjóšindža.                                                    | [ 69 ] |
| 2018 | Violet Evergarden                             | Taiči Išidate                                              | 11. ledna 2018     | 5. dubna 2018      | 13            | Adaptace série light novel, jejíž autorkou je Kana Akacuki.                                               | [ 71 ] |
| 2018 | Free! Dive to the Future                      | Eisaku Kawanami                                            | 12. července 2018  | 27. září 2018      | 12            | Pokračování anime seriálu Free! Eternal Summer. V koprodukci se studiem Animation Do.                     | [ 73 ] |
| 2018 | Curune: Kazemai kókó kjúdóbu                  | Takuja Jamamura                                            | 22. listopadu 2018 | 21. ledna 2019     | 13            | Adaptace série light novel, jejíž autorkou je Kotoko Ajano.                                               | [ 75 ] |
| 2021 | Kobajaši-san či no Maid Dragon S              | Tacuja Išihara Jasuhiro Takemoto                           | 8. července 2021   | 23. září 2021      | 12            | Pokračování anime seriálu Kobajaši-san či no Maid Dragon.                                                 | [ 77 ] |
| 2024 | Hibike! Euphonium 3                           | bude oznámeno                                              | bude oznámeno      | bude oznámeno      | bude oznámeno | Pokračování anime seriálu Hibike! Euphonium 2.                                                            | [ 78 ] |
| ???  | 20-seiki denki mokuroku                       | bude oznámeno                                              | bude oznámeno      | bude oznámeno      | bude oznámeno | Adaptace série light novel, jejímž autorem je Hiro Júki.                                                  | [ 79 ] |

### Filmy
- Tendžóbito to akutobito saigo no tatakai (2009)
- Suzumija Haruhi no šóšicu (2010)
- Eiga K-On! (2011)
- Takanaši Rikka kai: gekidžóban Čúnibjó demo koi ga šitai! (2013)
- Tamako Love Story (2014)
- Gekidžóban Kjókai no kanata I'll Be Here: Kako-hen (2015)
- Gekidžóban Kjókai no kanata I'll Be Here: Mirai-hen (2015)
- Eiga High Speed!: Free! Starting Days (2015)
- Gekidžóban Hibike! Euphonium: Kitaudži kókó suisórakubu e jókoso (2016)
- Koe no katači (2016)
- Gekidžóban Free!: Timeless Medley – Kizuna (2017)
- Gekidžóban Free!: Timeless Medley – Jakusoku (2017)
- Gekidžóban Hibike! Euphonium: Todoketai Melody (2017)
- Gekidžóban Free! Take Your Marks (2017)
- Eiga Čúnibjó demo koi ga šitai! Take on Me (2018)
- Liz to aoi tori (2018)
- Gekidžóban Hibike! Euphonium: Čikai no Finale (2019)
- Free! -Road to the World- Dream (2019)
- Violet Evergarden: Věčnost a Píšící panenka (2019)

| Rok       | Název                                | Režie           | Premiéra                                         | Poznámky                                                | Zdroje |
| --------- | ------------------------------------ | --------------- | ------------------------------------------------ | ------------------------------------------------------- | ------ |
| 2020      | Violet Evergarden: film              | Taiči Išidate   | 18. srpna 2020                                   | Pokračování anime seriálu Violet Evergarden.            | [ 80 ] |
| 2021–2022 | Gekidžóban Free! The Final Stroke    | Eisaku Kawanami | 17. září 2021 (1. část) 22. dubna 2022 (2. část) | Dvoudílná série. Pokračování anime seriálu Free!.       | [ 81 ] |
| 2022      | Gekidžóban Curune: Hadžimari no išša | Takuja Jamamura | bude oznámeno                                    | Pokračování anime seriálu Curune: Kazemai kókó kjúdóbu. | [ 82 ] |

### OVA
- Šiawasette naani (1991)
- Munto (2003)
- Munto: Toki no kabe o koete (2005)
- Lucky Star: Original na Visual to Animation (2008)
- Ničidžó: Ničidžó no 0 wa (2011)
- Hjóka: Mocubeki mono wa (2013)

### ONA
- Suzumija Haruhi-čan no júucu (2009)
- Njorón Čuruja-san (2009)
- Čúnibjó demo koi ga šitai! Lite (2012)
- Kjókai no kanata: Idol saiban! Majoi nagara mo kimi wo sabaku tami (2013)
- Čúnibjó demo koi ga šitai! Ren Lite (2013–2014)